# Apple Motion
Motion est un logiciel créé par Apple pour le système d'exploitation macOS, utilisé pour créer et éditer des animations graphiques. Il permet aussi la création de titrages animés et le compositing.

Cette application faisait partie de la suite de production vidéo professionnelle Final Cut Studio. Désormais, elle est commercialisée sur l'App Store pour Macintosh.

## Versions de Motion
Nous sommes, depuis le 21 juin 2011, à la version 5 de Motion. 

- Depuis le 11 juin 2012, la version 5.0.4 offre des améliorations spécifiques pour le MacBook Pro avec écran Rétina (résolution de 2 880 × 1 800) et améliore la stabilité générale.
- Depuis le 23 octobre 2012, la version 5.0.5 améliore les performances (chargement plus rapide des projets complexes) et à un anticrénelage amélioré augmentant la netteté du texte.
- Depuis le 19 décembre 2013, la version 5.1.0 améliore les performances générales, surtout lors d'une utilisation sur le nouveau Mac Pro en tirant profit des deux processeurs graphiques. Elle permet aussi le partage direct sur YouTube avec une résolution 4K
- Depuis le 27 octobre 2016, la version 5.3 apporte entre autres, une interface plus sombre et une barre d'outils remaniée, des améliorations de performances, de nouveaux outils, la prise en charge de plage de couleur WideGamut